# کورچولا
کورچولا (به کرواتی: Korčula، به یونانی: Κόρκυρα Μέλαινα، به لاتین:Corcyra Nigra و Korkyra Melaina، به اسلاوی باستان Krkar و به زبان‌های ونیزی و ایتالیایی Curzola) نام جزیرهای است در دریای آدریاتیک در استان دوبرواچکو-نرتوانسکا در کرواسی. مساحت این جزیره ۲۷۹ کیلومتر مربع (۱۰۸ مایل مربع)، درازای آن ۴۶٫۸ کیلومتر (۲۹٫۱ مایل) و پهنای میانگین آن ۷٫۸ کیلومتر (۴٫۸ مایل) است. این جزیره دارای کناره‌های ساحل دالماسی است. تا سال ۲۰۰۱، شمار ۱۶،۱۸۲ تن ساکن این جزیره بودند که به این ترتیب این جزیره پس از کرک دومین جزیرهٔ پرجمعیت آدریاتیک می‌شود. ۹۵/۷۴ درصد از ساکنان این جزیره نژاد کرووات دارند.
کورچولا، بزرگترین جزیره در سواحل کرواسی است. شهر کورچولا گرچه بزرگترین شهر قدیمی در کرواسی نیست، اما یکی از بهترین شهرهای قرون وسطایی در دریای مدیترانه است که حفظ شده است. 
کورچولا، پسر عموی کوچکتر و کمتر شناخته شده دوبروونیک در کرواسی است.

## گردشگری
علاوه بر سواحل، مناظر این جزیره شامل تاکستان‌های سبز، باغ‌های زیتون و جنگل‌های انبوه کاج نیز می‌شود. 
جاذبه‌های محلی شامل موزه شهر، خزانه اسقف، مجموعه ای از نمادها، گالری های هنری و کلیساهای قدیمی با نقاشی‌‌های گرانبها هستند. کلیسای جامع سنت مارک، خانه مارکوپولو، . برج کانالنیک، برج کولا مورسکا وراتا از مکان‌های دیدنی این شهر کوچک هستند. 